# 미국의 그린란드 매입 제안

미국(주황색)과 그린란드(녹색)의 위치를 보여주는 지도

19세기 이래로 미국은 덴마크로부터 그린란드를 매입하려는 시도를 여러 차례 고려하고 실행해 왔으며, 1917년에는 덴마크령 서인도 제도를 매입했다. 미국 정부 내에서 그린란드 인수에 대한 내부 논의는 특히 1867년, 1910년, 1946년, 2019년에 이루어졌으며, 윌리엄 H. 수어드, 오언 브루스터, 넬슨 록펠러, 제임스 F. 번스, 패트릭 뷰캐넌, 도널드 트럼프 등이 다양하게 합병을 주장했다. 2025년에 그린란드 인수에 대한 추가 논의가 시작되었고, 트럼프 대통령 당선자가 다시 주장했다. 제2차 세계 대전 이후 덴마크와 미국 정부 간에 그린란드를 미국에 양도하는 것에 대한 비밀 양자 협상이 이루어졌으며, 이 문제는 1970년대까지 기밀로 유지되었다.
그린란드는 덴마크 왕국 내의 자치령이지만 그린란드와 덴마크 당국은 그린란드의 자치권을 공개적으로 표명하고 그린란드는 "판매 불가"라고 밝혔다. 많은 덴마크인은 그린란드를 국가 정체성의 필수적인 부분으로 인식한다.
미국은 오랫동안 그린란드의 지배권을 자국의 방위에 필수적이라고 여겨왔다. 20세기 초, 미국은 미국 본토에 대한 위협적인 공격이 있을 경우 선제적으로 점령하고 요새화할 계획이었던 서반구의 여러 유럽 영토에 그린란드를 포함시켰다. 제2차 세계 대전 동안 미국은 먼로 독트린을 발동하여 덴마크가 항복한 후 독일이 그린란드를 군사적으로 점령하고 사용하지 못하도록 했다. 미국군은 전쟁 후에도 그린란드에 머물렀고, 1948년 덴마크는 미국이 떠나도록 설득하는 것을 포기했다. 1951년 조약은 미국에 군사적으로 민감한 지역에 대한 "배타적 관할권"을 포함하여 그린란드 방위에 대한 상당한 책임을 부여했다.